# Sphecosoma melanota
Sphecosoma melanota là một loài bướm đêm thuộc phân họ Arctiinae, họ Erebidae.